# Championnat de Gibraltar de football de deuxième division
Le championnat de Gibraltar de football de deuxième division ou Second Division est un championnat semi-professionnel et amateur de football organisé par la Fédération de football de Gibraltar, ouverte aux clubs qui lui sont affiliés. Il a été créé en 1909.
La compétition disparaît à l'été 2019 à la suite de la fusion des deux premières divisions au sein de la nouvelle National League, qui devient la division unique du territoire.

## Format
À la date de la saison 2015-2016, le format est le suivant : chacune des douze équipes participant au championnat s'affronte à deux reprises pour un total de vingt-deux matchs chacune. Tous les matchs sont joués au Victoria Stadium de Gibraltar. L'équipe championne est directement promue première division tandis que l'équipe terminant à la deuxième place joue un match de barrage de promotion contre le neuvième de première division.
Lors de la saison 2014-2015, les deux meilleures équipes ont été automatiquement promues sans aucune relégation de première division en raison de l'expansion de celle-ci à dix équipes au lieu de huit précédemment.

## Palmarès
| Saison    | Champion               | Vice-champion          |
| --------- | ---------------------- | ---------------------- |
| 2007-2008 | Glacis United          | Shamrock 101           |
| 2008-2009 | College Europa         | Chelsea FC             |
| 2009-2010 | Lynx FC                | Britannia XI           |
| 2010-2011 | Gib Pilots             | SJ Athletic            |
| 2011-2012 | Lynx FC                | College Europa         |
| 2012-2013 | College Europa         | Gibraltar Phoenix      |
| 2013-2014 | Britannia XI           | Mons Calpe             |
| 2014-2015 | Gibraltar United       | Angels FC              |
| 2015-2016 | Europa Point           | Mons Calpe             |
| 2016-2017 | Gibraltar Phoenix      | Bruno's Magpies        |
| 2017-2018 | Boca Juniors Gibraltar | Olympique Gibraltar 13 |
| 2018-2019 | Bruno's Magpies        | Europa Point FC        |